# (26975) 1997 TY24
1997 تي واي 24 (ويعرف أيضًا باسم (26975) 1997 تي واي 24 وفق تسمية الكوكب الصغير) (بالإنجليزية: 1997 TY24)‏ هو كويكب ضمن حزام الكويكبات؛ وترتيبه 26975 من حيث الاكتشاف.
اكتُشف هذا الجُرم الفلكي بواسطة Nobuhiro Kawasato ‏ في 8 أكتوبر 1997.

## وصلات خارجية
- (26975) 1997 TY24 في قاعدة بيانات مختبر الدفع النفاث لأجرام النظام الشمسي الصغيرة

- الاكتشاف · مخطط المدار ·  العناصر المدارية · المعلمات المادية

- (26975) 1997 TY24 على موقع ويكي سكاي: DSS2, SDSS, GALEX, IRAS, Hydrogen α, X-Ray, Astrophoto, Sky Map, Articles and images